# Caitlin Pincott
Caitlin Pincott (* 18. Dezember 1982 als Caitlin Willis) ist eine australische Sprinterin, die sich auf den 400-Meter-Lauf spezialisiert hat.
2006 siegte sie bei den Commonwealth Games in Melbourne mit der australischen Mannschaft in der 4-mal-400-Meter-Staffel. Beim Weltcup in Athen wurde sie Achte mit der Ozeanien-Stafette.
Bei den Leichtathletik-Weltmeisterschaften 2009 in Berlin und  2011 in Daegu schied sie mit der australischen Stafette im Vorlauf aus.
Ihre persönliche Bestzeit von 52,68 s stellte sie am 1. April 2012 in Brisbane auf.